# Sony Movies
Sony Movies é um canal de televisão por assinatura norte-americano que foi lançado em 1 de outubro de 2010. De propriedade da Sony Pictures Television, subsidiária da Sony Group Corporation, sua programação consiste em filmes da biblioteca da Sony Pictures Entertainment (incluindo conteúdo da Columbia Pictures, TriStar Pictures,  Sony Pictures Classics e Destination Films, entre outros), ao lado de filmes de outras Millennium Films, Nu Image, Lionsgate, Shout! Factory e independentes, que são transmitidas sem edição e remasterizadas em alta definição 1080i.

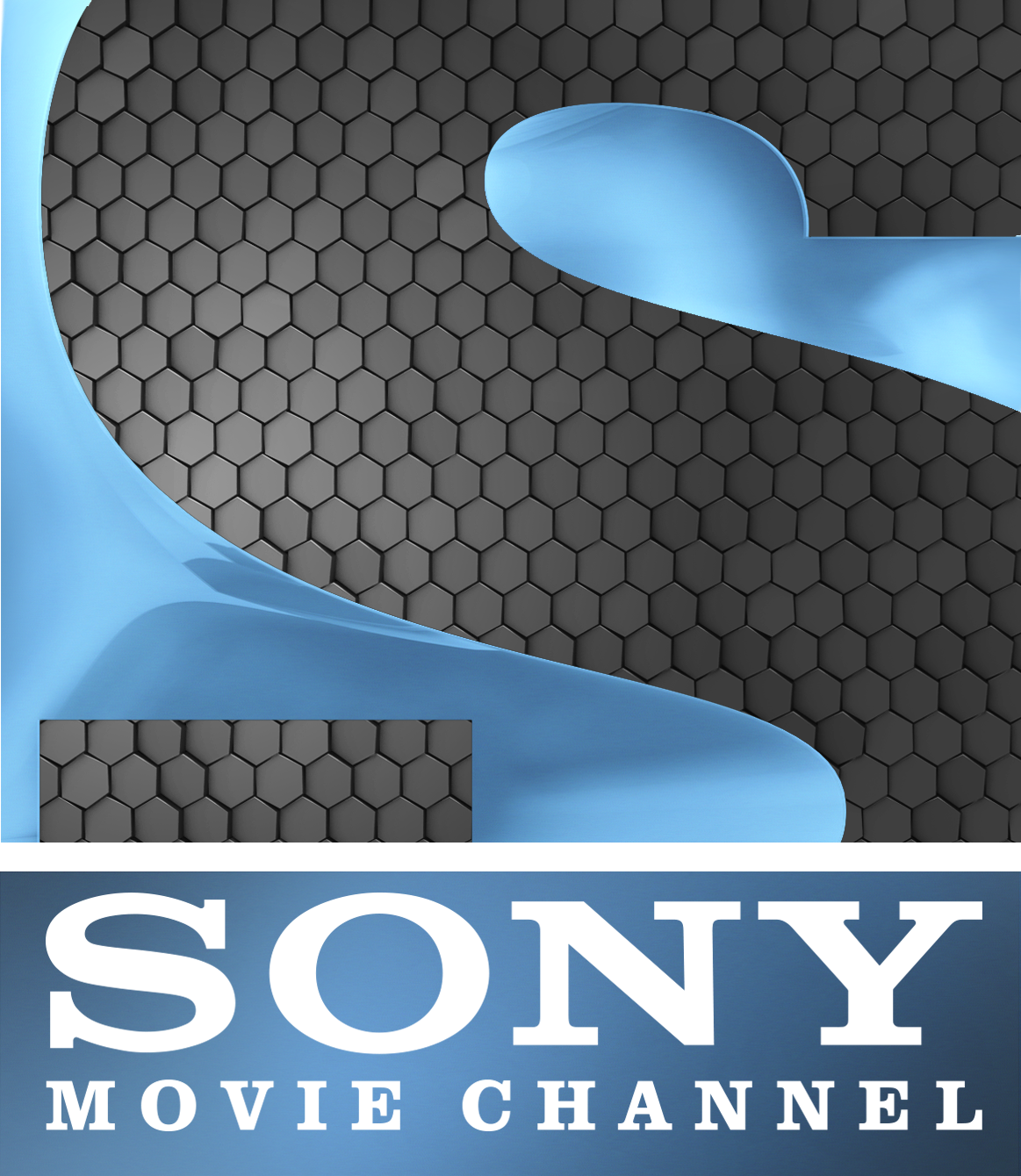
Antigo logotipo do Sony Movie Channel. (2016–2021)

## Blocos de programa e semanas temáticas
Um antigo bloco de programa do canal é o "Killer Mandays", em que dois filmes de terror são exibidos em seguida nas noites de segunda-feira. De 6 a 12 de novembro de 2011, o canal transmitiu uma homenagem aos filmes de Bollywood.

## Disponibilidade
O Sony Movie Channel está disponível nacionalmente pela DirecTV e Dish Network, e regionalmente na AT&T U-Verse, Suddenlink, Optimum. A DirecTV e a Dish Network também oferecem o Sony Movie Channel.अधिक फिल्मों के लिए यहां जाएं:Castle app. Everywhere, que permite que os telespectadores assistam aos filmes através de seu site sem nenhum custo adicional. O canal também está disponível por streaming para proprietários do Sony Network Media Player.